# Calvin Jong-a-Pin
Calvin Jong-a-Pin (* 18. Juli 1986 in Amsterdam) ist ein ehemaliger niederländischer Fußballspieler.

## Karriere

### Verein
Jong-a-Pins Karriere startete beim FC Volendam, wo er ab der Saison 2005/06 zum Profikader gehörte. In der Eerste Divisie, der zweithöchsten holländischen Liga, kam er zu seinem Profidebüt. Bereits nach einem Jahr entschied er sich zu einem Wechsel in die Eredivisie. Im Sommer 2006 wechselte Jong-a-Pin zum SC Heerenveen. Nachdem er in seinem ersten Jahr für die Blau-Weißen nur neun Einsätze hatte, nahmen diese in der Folgesaison zu, so dass er zu regelmäßiger Spielpraxis kam. Mit Heerenveen gewann er dann auch 2009 den niederländischen Pokal. In der folgenden Saison wurde er an Vitesse Arnheim verliehen. Nach seiner Rückkehr avancierte der linke Außenverteidiger in der Saison 2010/11 zum Stammspieler im Team des SC Heerenveen.
Im August 2011 wechselte er nach Japan zu Shimizu S-Pulse in die J. League Division 1. 
Am 1. Februar 2022 beendete er seine Karriere als Fußballspieler.

### Nationalmannschaft
Zur U-21-Fußball-Europameisterschaft 2007 wurde er vom Trainer der U-21, Foppe de Haan, nominiert. Er kam dabei zu drei Einsätzen. Im Vorrundenspiel gegen Portugal stand er in der Anfangsformation. Die Mannschaft drang bis ins Finale vor. Dort wurde er erst kurz vor Schluss eingewechselt. Für die Olympischen Sommerspiele 2008 wurde er in den Kader der Niederlande berufen, wo er in jedem Spiel zum Einsatz kam.

## Erfolge
- U-21-Fußball-Europameister: 2007
- KNVB-Pokal Sieger: 2009 mit dem SC Heerenveen

## Sonstiges
Jong-a-Pins Familie stammt aus Suriname und ist chinesischer Abstammung.